# Jozef Israëlskade

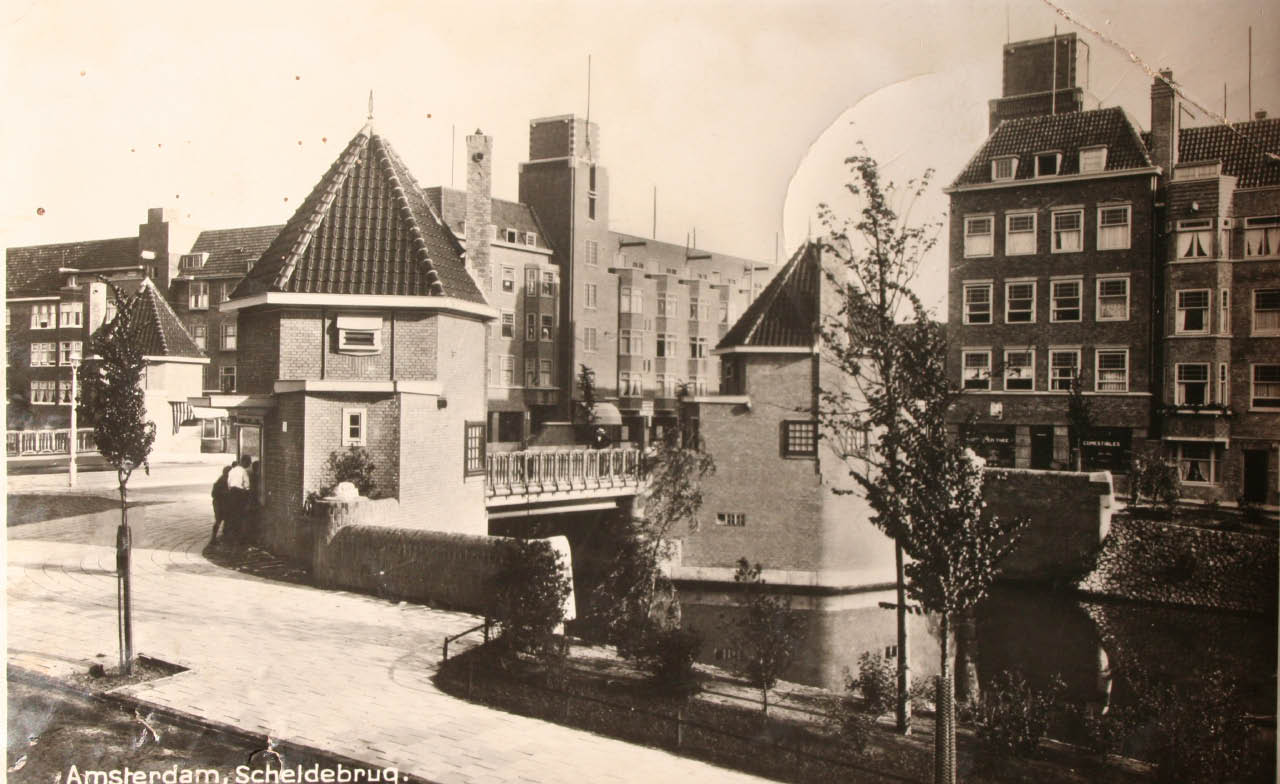
Podul către Jozef Israëlskade

Jozef Israëlskade este o stradă în districtul Zuid al orașului Amsterdam. Cheiul este numit după pictorul Jozef Israëls (1824-1911) din Haga.
Jozef Israëlskade este situat în partea de sud a cartierului De Pijp. Această zonă formează partea de est a fostului district urban Oud-Zuid și este numit Nieuwe Pijp. Cheiul începe din Ruysdaelkade și se întinde câțiva kilometri până la Amsteldijk și râul Amstel. Apa care scaldă cheiul este canalul Amstel (Amstelkanaal). De cealaltă parte a canalului se află Amstelkade. Cheiul se întinde în zonele cu codurile poștale 1072, 1073 și 1074.
Cheiul este intersectat de câteva bulevarde principale precum Ferdinand Bolstraat, Van Woustraat și Amsteldijk. Pe Ferdinand Bolstraat trece tramvaiul 12 și pe Van Woustraat tramvaiul 4, ale căror opriri pe chei poartă numele Jozef Israëlskade .

## Istoric
Jozef Israëlskade a fost numit în perioada ocupației germane (din 14 august 1942 până în 18 mai 1945) „Tooropkade”. După revenirea cheiului la vechiul nume în mai 1945, casele de la numerele 104 la 132 au fost renumerotate de la 362 la 468. Pe fațada estică a clădirii de la intersecția dintre Jozef Israëlskade și Jan Lievensstraat mai există încă plăcuța cu vechiul număr 103. Din cauza renumerotării, nicio clădire de pe chei nu poartă numere de la 103 la 361.

## Aspect
Cheiul are o funcție rezidențială și un aspect idilic datorită prezenței clădirilor proiectate în stilul Școlii din Amsterdam. Pe colțul format cu Ferdinand Bolstraat se află un complex din clădiri de birouri, în care se află agenții de turism în diferite țări. Acest complex se află pe locul unde era centrul de congrese RAI Amsterdam. RAI este situat în prezent în Europaplein din vecinătate.

## Puncte-cheie

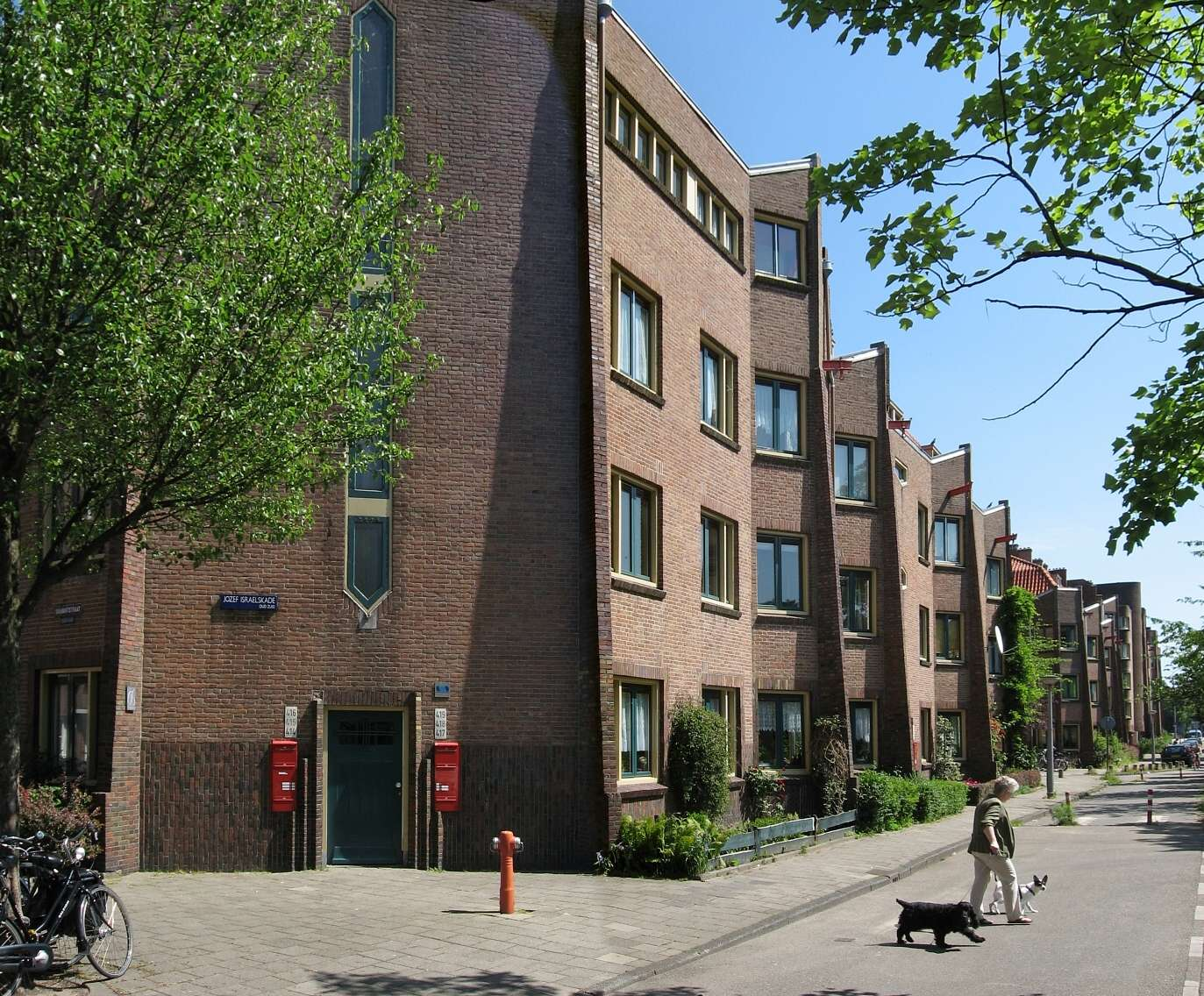
La stânga se află adresa Schilderskade 66

- De-a lungul cheiului, lângă Ferdinand Bolstraat, se află celebrul Hotel Okura. Acoperișul Hotelului Okura este considerat cel mai înalt barometru al Țărilor de Jos, la 75 m altitudine. Culoarea luminii care trece prin acoperiș este un indicator al vremii din zilele următoare. Albastru înseamnă vreme însorită, verde vreme rea și alb cer noros.
- Liceul Berlage care face parte din Esprit Scholengemeenschap este format din două clădiri construite în stilul Școlii din Amsterdam. Aceste clădiri sunt situate la mijlocul cheiului, având în față sculpturi realizate de Hildo Krop, acum reproduse în granit. Ele sunt monumente naționale.[3]
- Pe colțul cu Diamantstraat, la numărul 415 (după vechea numerotare: 116-I), au trăit scriitorii Karel van het Reve și Gerard Reve. Acest fapt este comemorat printr-o placă memorială pe care scrie „66 De Egters”. Acest semn este fixat pe fațada clădirii și se referă la Frits van Egters, personajul principal al romanului De Avonden al lui Reve. Numărul 66 se referă la adresa la care locuia Frits van Egters: Schilderskade 66.
- Pe colțul format de Jozef Israëlskade și Ruysdaelkade se află un complex rezidențial proiectat de arhitecți M.J.E. Lippits și N.H.W. Scholte, finalizat în anul 1923. Acești arhitecți sunt cunoscuți, de asemenea, pentru proiectarea Hotelului Schiller în Rembrandtplein din Amsterdam. Complexul este, începând din anul 2012, un monument municipal. El este un bloc de locuințe cu o curte interioară, care este tipic planificării urbane realizate de Hendrik Petrus Berlage. Complexul este situat pe Jozef Israëlskade, la confluența canalului Amstel cu Boerenwetering . Blocul are o formă aproape pătrată, cu o curte interioară. O alee interioară conectează bloc cu străzile din jur. Cele cinci etaje sunt realizate din cărămidă, cu ferestre în formă de frunze de dafin pe mai multe etaje și cu diferite soluții arhitectonice la colțuri. În mod particular, acest complex și-a păstrat aspectul autentic din 1919-1923.
- Toate podurile de peste canalul Amstel sunt proiectate de Piet Kramer:
  - podul peste canalul Amstel de la intersecția cu Amsteldijk este numit P. L. Kramerbrug (nr. 400) și datează din 1917 (Monument național),
  - podul ce leagă Van Woustraat cu Rijnstraat este numit Ernst Cahn și Alfred Kohnbrug (nr. 401) și datează din 1926,
  - podul de lemn care leagă Pieter Lodewijk Takstraat de Waalstraat este numit Han de Zomerenbrug (nr. 402) și a fost renovat și mutat în 2009,
  - „Maasbrug” care leagă Tweede van der Helststraat de Maasstraat (nr. 403) datează din 1936 și este numit din 2016 Gerard Revebrug,
  - podul care leagă Ferdinand Bolstraat de Scheldestraat este numit din 2016 Barbiersbrug (nr. 404) și este un monument național.